# Science-Fiction-Jahr 1845
Übersicht

◄◄ | ◄ | 1841 | 1842 | 1843 | 1844 | Science-Fiction-Jahr 1845 | 1846 | 1847 | 1848 | 1849 | ► | ►►

Weitere Ereignisse

## Neuerscheinungen Literatur
| Deutscher Titel | Deutschsprachiges Erscheinungsjahr | Originaltitel | Autor     | Anmerkungen                                                                                 |
| --------------- | ---------------------------------- | ------------- | --------- | ------------------------------------------------------------------------------------------- |
| 1845. 1945.     | –                                  | –             | Unbekannt | Zwei Graphiken, in: Fliegende Blätter, Band 1, Nr. 19, S. 149. Transkription auf Wikisource |

## Geboren
- Eugen Friese (Pseudonym Karl Holderberg; † 1915)
- Theodor Hertzka († 1924); 1846